# 染井明希子
染井 明希子（そめい あきこ、1989年5月17日 - ）は日本の裁判官である。元ウェザーマップ所属の気象予報士、元北海道文化放送 (uhb) アナウンサー、元ホリプロアナウンス室所属フリーアナウンサー。

## 経歴
東京都の出身で、身長は162センチメートル (cm)、血液型はO型である。桜蔭中学校・高等学校、慶應義塾大学法学部を卒業して2012年4月に北海道文化放送へアナウンサーとして入社する。同期に小菅晴香がいる。
2008年3月から2010年12月までモデル事務所「SPLASH」に所属し、日本テレビのバラエティ番組『読モ!』『しか〜も!!』（古巣・uhbと同じ北海道の民放局であるSTVでは未ネット）に出演した。
2015年3月に北海道文化放送を退社し、同年4月1日から11月30日までホリプロアナウンス室に所属した。2016年3月に気象予報士試験に合格・登録し、同年7月からウェザーマップに所属した。
2021年1月27日に、2020年の司法試験に合格したことを『生島ヒロシのおはよう定食』出演時に明らかにした。4年前から受験に向けて準備し、司法修習後は弁護士として活動する予定と語っていたが、裁判官の道を選び2022年5月より富山地方裁判所判事補を務めている。

## 人物
- 家族は父・母・弟で、父は弁護士である[3]。
- 珠算検定初段、暗算検定1級、漢字能力検定準1級、日本語検定1級、eco検定、普通自動車免許、気象予報士資格、防災士資格。
- 特技は卓球。
- 自転車に乗れなかったが、2013年に番組企画で乗れるようになり、その後65キロメートル (km) のファンライドを完走した。

## 過去の担当番組

### 北海道文化放送での出演
- U型テレビ （2012年10月 - 2014年3月、月曜・火曜『U型ランキング』、水曜『U型ダンスバトル』、金曜・おでかけ中継を担当）
- アナガチ （2012年4月 - 2014年3月）
- みちゅバチのコレ見てッ! （2012年4月 - 2014年3月）
  - みちゅバチのコレ見るッ! （2012年4月 - 2014年3月）
  - みちゅバチのよーーーく見てッ! （2014年4月 - 2015年3月、MC）
- フルーツアプリ女学園season2 （2014年10月 - 12月、生徒役）
- タカトシ牧場 （2014年4月 - 2015年3月、秘書役）
- U型ライブ （2014年4月 - 2015年3月、リポーター）
- 土曜プレゼンアワー （2014年10月 - 2015年3月、MC)

- UHBニュース （不定期）

- みちゅバチっ娘 （北海道文化放送アナウンサーによるカーリングチーム）
- SAPPORO COLLECTION （2012年、2013年はゲスト出演、2014年はMC）
- 極北カナダを行く!!冬の自然と巨大モール大満喫の旅 （2013年1月19日BSフジで放送）
- 全部見せます!浴衣で豊平川花火 （2013年7月)
- 女子アナトラベラー2013in韓国 （2013年9月15日BSフジで放送）
- 全部見せます!夏空に咲く!豊平川花火～2014道新・UHB花火大会～ （2014年7月）
- クイズ!それマジ!?ニッポン （フジテレビ／2014年6月15日）
- 武器はテレビ。 SMAP×FNS27時間テレビ （2014年7月27日、北海道江別市から中継）
- めざましテレビ （フジテレビ／2014年8月1日、ココ調リポーター）
- バイキング （フジテレビ／2015年1月11日）

### TBSラジオ
- 生島ヒロシのおはよう定食（水曜日担当、2017年8月30日 -2021年3月24日 [6]）

- 生島ヒロシのおはよう一直線（水曜日担当、2017年8月30日 - 2021年3月24日）

- 森本毅郎・スタンバイ!（水曜日担当、2017年8月30日 - 2021年3月24日 ）

- 伊集院光とらじおと（水曜日担当、2017年8月30日 - 2021年3月24日 ）

- ジェーン・スー 生活は踊る（木曜日担当、2017年9月7日 - 2021年3月25日 [7]）

- たまむすび（木曜日担当、2017年9月7日 - ）

- 荻上チキ・Session（木曜日担当、2020年10月1日 - 2021年3月25日 ）

- 荒川強啓 デイ・キャッチ!（木曜日担当、2017年9月7日 - 2019年3月28日）

- 雷サミット18(2019年1月26日[8])
- 映画『お父さん、チビがいなくなりました』(気象予報士役、2019年5月10日公開)
- TBSラジオ台風19号関連情報特別番組（2019年10月12日[9]）